# مجمع وكالات أنباء دول اتحاد المغرب العربي للأنباء
مجمع وكالات أنباء دول اتحاد المغرب العربي للأنباء تأسس بمبادرة من وكالة المغرب العربي للأنباء وذلك خلال المؤتمر الأول لمديري وكالات أنباء دول الاتحاد المنعقد بالرباط في أكتوبر 1989.
ويهدف هذا المجمع إلى تمتين العلاقات المهنية بين الوكالات المغاربية الخمس ووضع أسس التعاون والتكامل بينها وتنسيق مواقفها في المحافل الإقليمية والدولية وإبراز أنشطة دول اتحاد المغرب العربي في مختلف الميادين.
وتعتبر الجمعية العمومية أعلى هيئة في المجمع وتعقد دورة عادية كل سنة بالتناوب في إحدى دول اتحاد المغرب العربي. وتتألف الجمعية العمومية من ممثلي الوكالات الأعضاء على مستوى المديرين العامين أو من ينوب عنهم. وللمجمع المغاربي رئاسة دورية تسند سنويا بالتناوب لأحد المديرين العامين للوكالات الخمس. وتستمر الرئاسة الدورية إلـى حيـن عقد الجمعية العمومية الموالية. ويتولى الرئيس الدوري للمجمع رئاسة اجتماعات الجمعية العمومية ويدير جلساتها. ويعين منسقا عاما خلال الرئاسة الدورية. كما تعين كل وكالة منسقا محليا.